# هیولای هیلا
هیولای هیلا گونه‌ای از مارمولک زهر‌آلود است. نام آن به رود هیلا در آریزونا اشاره دارد که برخلاف املای آن یعنی ‌Gila، هیلا تلفظ می‌شود.
این مارمولک بومی جنوب غربی آمریکا و شمال مکزیک است.
هیولای هیلا جانوری نسبتاً بزرگ است و به آرامی حرکت می‌کند. دارای قامتی حدوداً ۶۰ سانتی متر است. این جانور خطرناک و زهری است و به علت کندی حرکت، تهدیدی برای انسان‌ها به شمار نمی‌رود.
غذای آن تخم پرندگان و پستانداران کوچک و پرندگان است. فصل جفتگیری آنها در ماه مه تا ژوئن می‌باشد و دو تا دوازده تخم در ماه ژوئیه تا اوت می‌گذارند.

## نگارخانه

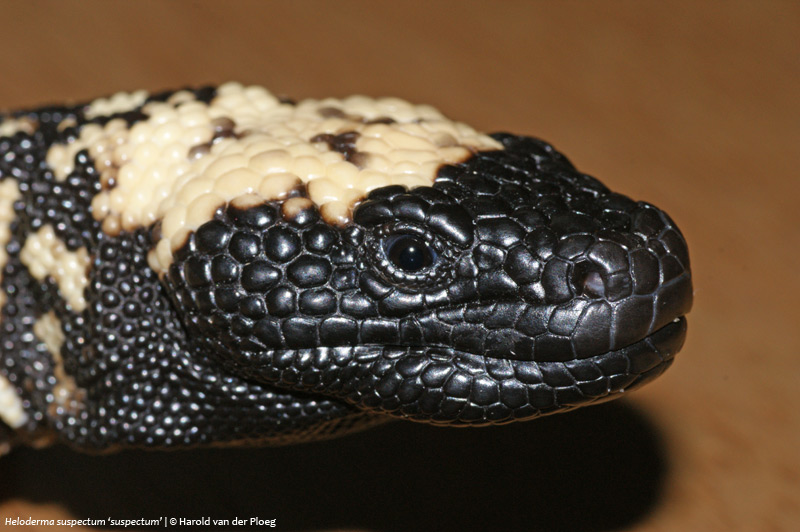
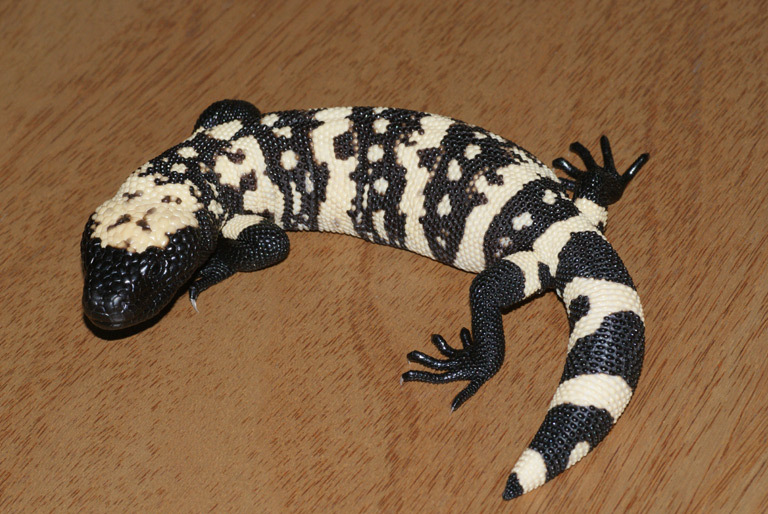
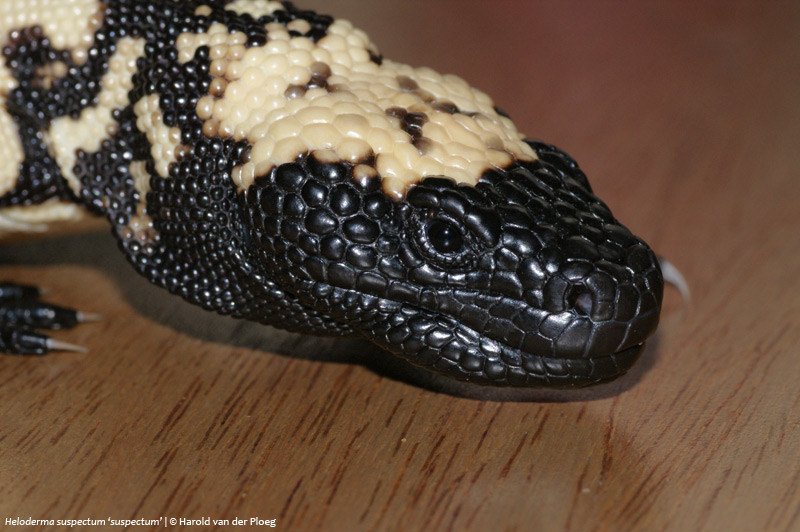